# Elizabeth Vesey
Elizabeth Vesey (Ossory, Irlanda, 1715 Chelsea (Londres), 1791) era una rica intelectual irlandesa quién fue una de las fundadoras de la Sociedad Medias Azules, un movimiento social de mujeres qué sostenía discusiones literarias y políticas informales y donde llegó a ser un miembro importante.

## Vida
Su carácter ingenioso le ganó el apodo de «Sylph». Fue hija de Thomas Vesey, Obispo de Ossory, y su mujer, Mary. Veseys era una importante familia anglo-irlandesa. Su primer matrimonio, realizado antes de diciembre de 1731, fue con William Hancock, miembro del Fore en el Parlamento irlandés, que murió en 1741.
En 1746 contrajo matrimonio por segunda vez con Agmondesham Vesey de Lucan, un primo rico y miembro del Parlamento irlandés por Harristown, Condado Kildare, y Kinsale, Condado de Cork,  además contable-general de Irlanda. Elizabeth no tuvo ningún hijo de sus matrimonios. Mantuvo con Agmondesham la apariencia de un matrimonio feliz. Cuidó a su marido en sus ataques de epilepsia, pero para soportarlo dependía de un círculo de amigas femeninas. Entre los amigos conocidos de Vesey se encontraban Mary Delany, Margaret, Duquesa de Portland, Elizabeth Montagu, Elizabeth Carter, Frances Burney, y Hannah More. La compañera más cercana era una hermana de su primer marido, Handcock cuyo nombre propio no se conoce. Su antigua cuñada Handcock llevó a cabo la mayoría de los deberes de administración doméstica para Elizabeth. Siempre fue tratada cortésmente por Vesey, pero parece que siempre se encontraba dispuesta para servir en el fondo del salón.
Elizabeth Montagu fue una de las amigas más íntimas,  con quien colaboró en establecer un salón literario donde se organizaban encuentros con discusiones inteligentes y donde era habitual el juego, la bebida y el flirteo habitual. Nombraron a su círculo como Sociedad Medias Azules.
El matrimonio supuso para Elizabeth tener que repartir tiempo entre Londres, Inglaterra y Lucan en Irlanda, pero al fin y al cabo, en la mayoría de los casos, era en sus casas de Londres donde desarrollaba sus reuniones intelectuales y donde la diversión constaba de conversaciones de temas literarios.
Su círculo  incluía a Frances Boscawen, Edmund Burke, David Garrick, Edward Gibbon, Samuel Johnson, Thomas Percy, Joshua Reynolds, Richard Brinsley Sheridan, Adam Smith y Thomas Warton.
En 1782 tanto su propia salud como la de su marido empezó a fallar con la pérdida no sólo de vista sino también de oído; Agmondesham Vesey murió el 3 de junio de 1785. Vesey  y la señorita Handcock se vieron ante una pobreza relativa cuando descubrieron que Agmondesham no les había dejado nada en su testamento, a pesar de dejar £1000 a su cuidadora. En lo que duró su matrimonio Elizabeth había dado todos sus propios fondos a su nuevo marido. Sus ingresos únicos era un rédito para Vesey y una anualidad para Handcock que juntos representaban unas £800 al año. Alguna ayuda recibieron de varios parientes y en 1788 pudieron mudarse a la casa del primo de Vesey, Lord Cremorne en Chelsea.
En Chelsea, Elizabeth sufrió una depresión. Aunque pudo aparecer en breves ocasiones nunca recobró el sitio que anteriormente había sostenido en la sociedad. Los amigos culparon su depresión a su carencia religiosa. La señorita Handcock murió en enero de 1789 y Elizabeth la siguió dos años después en 1791.